# Finsko na Letních olympijských hrách 1964
Finsko na Letních olympijských hrách 1964 v japonském Tokiu reprezentovalo 89 sportovců, z toho 84 mužů a 5 žen. Nejmladším účastníkem byl Esa Lepola (16 let, 22 dní), nejstarším pak Kalle Sievänen (53 let, 225 dní). Reprezentanti vybojovali 5 medailí, z toho 3 zlaté a 2 bronzové.

## Medailisté
| Medaile | Jméno            | Sport                | Disciplína                    |
| ------- | ---------------- | -------------------- | ----------------------------- |
| Zlato   | Pentti Linnosvuo | Sportovní střelba    | pistole Rapid-volná (Mixed)   |
| Zlato   | Väinö Markkanen  | Sportovní střelba    | pistole volná (Mixed)         |
| Zlato   | Pauli Nevala     | Atletika             | Muži hod oštěpem              |
| Bronz   | Pertti Purhonen  | Box                  | váha lehká střední - do 67 kg |
| Bronz   | Hannu Rantakari  | Sportovní gymnastika | přeskok                       |